# Jule Styne
Œuvres principales
- Les hommes préfèrent les blondes (1949)
- Bells Are Ringing (1956)
- Gypsy (1959)
- Funny Girl (1964)
- Hallelujah, Baby! (en) (1967)

Jule Styne est un compositeur et producteur américain d'origine britannique, de son vrai nom Julius Kerwin Stein, né le 31 décembre 1905 à Londres (Angleterre, Royaume-Uni) et mort le 20 septembre 1994 à New York (État de New York, États-Unis).

## Biographie
D'origine juive, sa famille émigre d'Ukraine et s'installe aux États-Unis en 1913, à Chicago (Illinois), où il fait ses études musicales. Il débute comme compositeur au théâtre à Broadway en 1947 et y poursuit sa carrière jusqu'en 1993 (parfois également comme producteur), sur des comédies musicales principalement. Il collabore notamment, à plusieurs reprises, avec les librettistes et lyricistes Betty Comden et Adolph Green, ou encore avec le metteur en scène et chorégraphe Jerome Robbins.
Certaines des comédies musicales de Styne seront adaptées au cinéma par Hollywood : mentionnons Les hommes préfèrent les blondes (1953) avec Marilyn Monroe et Jane Russell ou Funny Girl (1968), avec Barbra Streisand et Omar Sharif. Plus généralement, il sera crédité comme auteur des chansons de nombreux films. L'un d'eux, sorti en 1954, lui vaudra un Oscar (il aura neuf autres nominations).

## Théâtre à Broadway
comédies musicales, comme compositeur, sauf mention contraire ou complémentaire
- 1947-1949 : High Button Shoes (en), musique et lyrics de Jule Styne et Sammy Cahn, livret de Stephen Longstreet, mise en scène de George Abbott, chorégraphie de Jerome Robbins
- 1949-1951 : Les hommes préfèrent les blondes (Gentlemen Prefers Blondes), lyrics de Leo Robin, livret de Joseph Fields et Anita Loos, d'après son roman
- 1951-1952 : Two on the Aisle (revue), lyrics et sketches de Betty Comden et Adolph Green, avec Dolores Gray, Bert Lahr, Elliott Reid
- 1953 : Hazel Flagg, lyrics de Bob Hilliard, livret de Ben Hecht, d'après le scénario du film La Joyeuse Suicidée (Nothing Sacred, 1937), avec John Howard, Thomas Mitchell, Ross Martin (+ producteur)
- 1954-1955 : Peter Pan, musique de Mark Charlap, lyrics de Carolyn Leigh, d'après la pièce de J. M. Barrie, mise en scène et chorégraphie de Jerome Robbins, musique additionnelle de Jule Styne, lyrics additionnels de Betty Comden et Adolph Green, musique de scène d'Elmer Bernstein et Trude Rittmann (en), avec Mary Martin
- 1955-1956 : Will Success Spoil Rock Hunter, pièce de (et mise en scène par) George Axelrod, avec Orson Bean, Martin Gabel, Jayne Mansfield, Walter Matthau (producteur uniquement)
- 1956 : Wake Up, Darling, pièce d'Alex Gottlieb (musique de scène, en collaboration avec Leo Robin)
- 1956-1959 : Bells Are Ringing, lyrics et livret de Betty Comden et Adolph Green, mise en scène de Jerome Robbins, chorégraphie de ce dernier et de Bob Fosse, orchestrations de Robert Russell Bennett, avec Judy Holliday, Sydney Chaplin, Jean Stapleton
- 1958-1959 : Say Darling, lyrics de Betty Comden et Adolph Green, livret d'Abe Burrows, Marian et Richard Bissell (en), avec Vivian Blaine, David Wayne, Elliott Gould (+ producteur)
- 1959-1961 : Gypsy (Gypsy : A Musical Fable), lyrics de Stephen Sondheim, livret d'Arthur Laurents, mise en scène et chorégraphie de Jerome Robbins, avec Ethel Merman, Jack Klugman
- 1960-1962 : Do Re Mi, lyrics de Betty Comden et Adolph Green, livret et mise en scène de Garson Kanin, costumes d'Irene Sharaff
- 1961-1962 : Subways Are for Sleeping, lyrics et livret de Betty Comden et Adolph Green, avec Sydney Chaplin, Orson Bean
- 1963 : La Résistible Ascension d'Arturo Ui (Arturo Ui), pièce de Bertolt Brecht adaptée par George Tabori, mise en scène de Tony Richardson, avec Christopher Plummer, Elisha Cook Jr., Leonardo Cimino, Lionel Stander (musique de scène)
- 1964-1965 : Fade Out, Fade In, lyrics et livret de Betty Comden et Adolph Green, mise en scène de George Abbott, avec Carol Burnett, Jack Cassidy, Lou Jacobi (+ producteur)
- 1964-1967 : Funny Girl, lyrics de Bob Merrill, livret d'Isobel Lennart, mise en scène de Garson Kanin et Jerome Robbins, costumes d'Irene Sharaff, avec Barbra Streisand, Sydney Chaplin, Jean Stapleton
- 1967-1968 : Hallelujah, Baby!, lyrics de Betty Comden et Adolph Green, livret d'Arthur Laurents
- 1968 : Darling of the Day, lyrics de E.Y. Harburg, livret de Nunnally Johnson, costumes d'Irene Sharaff, avec Vincent Price
- 1970 : Look to the Lilies, lyrics de Sammy Cahn, livret de Leonard Spigelgass, mise en scène de Joshua Logan
- 1972-1973 : Sugar, lyrics de Bob Merrill, livret de Peter Stone, d'après le scénario de Billy Wilder et I.A.L. Diamond pour le film Certains l'aiment chaud (Some Like It Hot, 1959), avec Tony Curtis dans le rôle de "Osgood Fielding"
- 1974 : Lorelei, nouveaux lyrics de Betty Comden et Adolph Green, d'après la comédie musicale pré-citée Gentlemen Prefers Blondes (1949), avec Carol Channing
- 1979-1980 : Teibele and the Demon, pièce d'Isaac Bashevis Singer et Eve Friedman, avec F. Murray Abraham, Ron Perlman, Barry Primus (coproducteur uniquement)
- 1993 : Les Chaussons rouges (The Red Shoes), lyrics de Marsha Norman et Paul Stryker, livret de Marsha Norman, d'après le film Les Chaussons rouges (1948) de Michael Powell et Emeric Pressburger, mise en scène de Stanley Donen

## Filmographie

### Acteur

#### Cinéma
- 1962 : Gypsy, Vénus de Broadway : Chef d'orchestre (non crédité)
- 1969 : Des Broadways liebstes Kind

#### Télévision
Séries télévisées
- 1949-1959 : The Ed Sullivan Show : Lui-même - Pianiste
- 1956 : The Phil Silvers Show : Lui-même
- 1957 : The Eddie Fisher Show : Lui-même
- 1958-1962 : The Jack Paar Tonight Show : Lui-même
- 1959 : Person to Person : Lui-même
- 1959 : The Arthur Murray Party : Lui-même
- 1959 : The Big Party : Lui-même
- 1960 : The Kate Smith Show : Lui-même - Invité
- 1962 : The Tonight Show : Lui-même - Compositeur
- 1970 : The David Frost Show : Lui-même
- 1971 : This Is Your Life : Lui-même
- 1974-1979 : The Mike Douglas Show : Lui-même
- 1976 : Dinah! : Lui-même
- 1978 : Looks Familiar : Lui-même - Invité
- 1978 : This Is Your Life : Lui-même
- 1987 : Great Performances : Lui-même - Présentateur
- 1994 : Omnibus : Lui-même

Téléfilms
- 1966 : Funny Girl Happened to Me on the Way to the Piano : Lui-même
- 1992 : The 39th Annual New Dramatists Benefit : Lui-même - Présentateur

### Producteur

#### Télévision
Séries télévisées
- 1954 : The Best of Broadway
- 1954 : The Colgate Comedy Hour
- 1955 : Shower of Stars
- 1957 : Producers' Showcase

### Compositeur

#### Cinéma
- 1951 : Folies de Broadway (Meet Me After the Show) de Richard Sale
- 1960 : Un numéro du tonnerre
- 1962 : Gypsy, Vénus de Broadway
- 1968 : Funny Girl

#### Télévision
Séries télévisées
- 1955 : Shower of Stars
- 1967 : ABC Stage 67

Téléfilms
- 1956 : Saturday Spectacular: High Button Shoes
- 1962 : Mister Magoo's Christmas Carol
- 1965 : Hallo - Mr. Moss
- 1965 : The Dangerous Christmas of Red Riding Hood
- 1966 : Funny Girl Happened to Me on the Way to the Piano
- 1970 : The Night the Animals Talked
- 1993 : Gypsy

## Récompenses
- 1954 : 27e Cérémonie des Oscars – Oscar de la meilleure chanson originale avec le lyriciste Sammy Cahn pour La Fontaine des amours (Three Coins in the Fountain) de Jean Negulesco
- 1968 : 2 Tony Awards de la « meilleure comédie musicale » avec Arthur Laurents (librettiste) et des « meilleurs compositeur et lyriciste » avec  Betty Comden et Adolph Green pour Hallelujah Baby!